# Bryan Róchez
Bryan Giovanni Róchez Mejía (Tegucigalpa, 1995. január 1. –) hondurasi válogatott labdarúgó, a CD Nacional játékosa.

## Pályafutása
2012-ben került a Real España első csapatához, ahol a 2013-14-es szezonban 20 bajnoki gólt szerzett, amivel csak 4 góllal maradt le Rony Martínez mögött a gólkirályi címben. A 2015-ös szezon előtt jelentette be szerződtetését az Orlando City. Március 8-án lépett először pályára a New York City ellen 1–1-re végződő bajnoki találkozón. 2016 márciusában kölcsönbe került a tartalékokhoz. 2016 nyarán visszatért kölcsönbe a Real España klubjához. 2017 nyarán az Atlanta United csapata szerződtette. Augusztus 22-én távozott és a portugál CD Nacional szerződtette.
Részt vett az U20-as válogatottal a 2015-ös U20-as CONCACAF-aranykupán és az U20-as labdarúgó-világbajnokságon.

## Sikerei, díjai

### Klub
- Real España
  - Hondurasi bajnokság – Apertura: 2013–14
- CD Nacional
  - Portugál másodosztály: 2017–18

### Válogatott
- Honduras U20
  - Central American Games: 2013